# Antonio de Mendoza
Pour les articles homonymes, voir Mendoza.
Antonio de Mendoza y Pacheco, troisième comte de Tendilla, né en 1495 à Grenade (Royaume de Grenade, Couronne de Castille) et mort le 21 juillet 1552 à Lima, est un noble espagnol au service du roi Charles Quint, premier vice-roi (1535-1550) de la Nouvelle-Espagne, conquise par Hernán Cortés en 1521, et troisième vice-roi (1550-1552) du Pérou, conquis par Francisco Pizarro en 1532.

## Contexte: les débuts de l'empire espagnol d'Amérique

### La Nouvelle-Espagne de 1521 à 1535
En 1521, Hernán Cortés, s'étant emparé de la capitale de l'Empire aztèque, Mexico-Tenochtitlan,  se trouve à la tête de vastes territoires, qu'il baptise « Nouvelle-Espagne ». Charles Quint, roi de Castille et roi d'Aragon, lui accorde le titre de capitaine général (1522). En 1524, Cortés fonde la ville espagnole de Mexico, qui devient la capitale de la Nouvelle-Espagne, sur les ruines de Tenochtitlan. En 1528, Charles Quint crée l'audiencia de Mexico, confiée à Nuño Beltrán de Guzmán.
Au début des années 1530, Charles Quint décide d'instituer une vice-royauté de Nouvelle-Espagne, mais ne veut pas l'attribuer à Cortés. Le roi et le Conseil des Indes le jugent trop rustre[réf. nécessaire] pour en faire un grand d'Espagne, ou même pour lui donner un titre supérieur à celui de capitaine général.

## Biographie

### Origines familiales et formation
Mendoza est issu d'une famille d'officiers et de serviteurs de l'État de haute noblesse. 
Il est le fils d'Íñigo López de Mendoza y Quiñones (en) (1440-1515), deuxième comte de Tendilla et premier duc de Mondéjar, et de Francisca Pacheco Portocarrero, fille de Juan Pacheco, premier duc d'Escalona. 
Il est l'arrière-petit-fils du poète Íñigo López de Mendoza (1358-1398).

### Début de carrière dans l'ancien royaume de Grenade
Général dans l'armée du royaume de Castille durant la guerre de Grenade (1482-1492), ultime étape de la Reconquista, Íñigo López de Mendoza est nommé capitaine général des territoires de l'ex-royaume de Grenade, qui devient la Capitania general de Granada. Cette fonction passe ensuite à son fils aîné, Luis Hurtado de Mendoza y Pacheco (1489-1566), puis à son petit-fils Íñigo López de Mendoza y Mendoza (1512-1580). La fonction de capitaine général, dans ce cas, est équivalente à celle d'un vice-roi.
Antonio passe son enfance et sa jeunesse auprès de son père, puis de son frère, faisant l'apprentissage du gouvernement d'un pays conquis dont la population est pour une large part d'origine non chrétienne. Devenu suffisamment âgé, il occupe des fonctions d'échevin de Grenade (regidor de cabildo) et de trésorier de la Monnaie (tesorero de la Casa de la Moneda.
En 1518, il est désigné comme représentant de Grenade aux Cortes tenus à Valladolid et apparait alors comme proche de futurs dirigeants de la révolte des comuneros.
Lorsque la révolte commence en 1520, la sœur d'Antonio, Maria (1495-1531), et son époux, Juan de Padilla, qui vivent à Tolède, font aussi partie des dirigeants de la révolte. Mais Antonio se range du côté royaliste, commandant un corps d'armée de 4 000 Morisques (vêtus selon leur tradition), qui ont à combattre des Vieux Chrétiens.
Après le mariage de Charles Quint avec l'infante de Portugal Isabelle en 1526 à Séville, le roi fait un voyage en Andalousie et à Grenade, à la suite duquel les membres loyaux de la famille Mendoza sont récompensés : Antonio est nommé ambassadeur en Hongrie, son frère Diego (1503-1575) ambassadeur à Venise ; Luis devient grand d'Espagne en 1530 et Bernardino (1501-1557) sera nommé gouverneur de La Goulette, près de Tunis, en 1535. 

### Ambassadeur auprès du roi de Hongrie
Antonio a déjà effectué des missions diplomatiques aux Pays-Bas (possessions de Charles Quint) et en Angleterre en 1516-1517 et a rencontré Henri VIII.
En 1527, il part chez le frère de Charles Quint, Ferdinand, prétendant au trône de Hongrie à la suite de la mort de son beau-père Louis II Jagellon à la bataille de Mohács (1526), perdue face aux Turcs ottomans, qui occupent alors la plus grande partie du pays. 
De 1527 à 1530, Antonio voyage en Allemagne et en Italie, en fonction des besoins de Charles Quint en tant qu'empereur. le 23 février 1530  à Bologne, il assiste notamment à son couronnement  comme roi des Romains par le pape Clément VII.

### Vice-roi de Nouvelle-Espagne (1535-1550)

#### Nomination et prise de fonction
Le roi sollicite plusieurs nobles de haut rang, dont trois refusent. Le quatrième est Antonio de Mendoza, qui relève le défi de devenir le supérieur hiérarchique du conquistador Hernan Cortés, dont il doit s'efforcer de ne pas se faire un ennemi. Il a également reçu mandat d'augmenter les revenus de la couronne et de régler les problèmes avec les Indiens.
Sa nomination intervient en avril 1535, comme vice-roi, mais aussi président de l'audiencia de Mexico, remplaçant à ce poste Sebastián Ramírez de Fuenleal, le successeur de Nuño Beltrán de Guzmán. 
Il arrive à Mexico fin octobre 1535 et entre officiellement en fonction le 14 novembre. Cortés accepte de mettre son expérience au service du représentant du roi.  

#### Débuts de mandat et politique générale
Une de ses premières actions est de réduire la rébellion de Nuño Beltrán de Guzmán, qui, après son départ de Mexico, a créé une principauté au nord-ouest de l'actuel Mexique, la Nouvelle-Galice. Une procédure est engagée contre lui, sous les accusations de corruption et de mauvais traitements infligés aux indigènes. Guzmán est arrêté en 1536, jugé et condamné à l'emprisonnement ; il est renvoyé en Castille en 1538.
Il fonde aussi la Monnaie de Mexico (Casa de la Moneda) et dès 1536 commence la frappe des pièces d'argent et de cuivre, connues sous le nom de macuquinas. 
Le 18 mai 1541, il fonde une ville qu'il baptise « Valladolid » (aujourd'hui Morelia dans l'État du Michoacan). 

#### Les expéditions d'exploration
Il organise plusieurs expéditions : 
- 1539 : Fray Marcos de Niza accompagné du maure Estevanico est envoyé vers le nord de ce qui est aujourd'hui l'Arizona ;
- 1540-1542 : Francisco Vásquez de Coronado dirige une expédition pour explorer les terres au nord de la Nouvelle-Espagne
- 1542-1543 : Juan Rodríguez Cabrillo fait de même sur la côte ouest de la Haute-Californie (Alta California, actuels États américains du Nevada, Arizona, Utah et Wyoming)
- à la même époque : Ruy López de Villalobos est envoyé aux Philippines.

#### Développement de l'humanisme
Antonio de Mendoza et Juan de Zumárraga collaborent à la fondation de deux grandes institutions éducatives : 
- le Colegio de Santa Cruz à Tlatelolco (1536), où les fils des nobles aztèques peuvent étudier le latin, la rhétorique, la philosophie et la musique ;
- l'université royale et pontificale du Mexique (1552), organisée sur le modèle de l'université de Salamanque, qui forme les jeunes gens pour le service de l'Église (c'est la seconde université fondée en Amérique[réf. nécessaire]).

La première presse importée dans le Nouveau Monde arrive à Mexico en 1539, sous l'égide de l'imprimeur d'origine italienne Juan Pablos. Le premier livre imprimé est intitulé La escala de San Juan Climoca. 
Entre 1541 et 1542, Mendoza commandite un ouvrage retraçant l'histoire des Aztèques, ultérieurement appelé Codex Mendoza.

#### Les relations avec les indigènes
En 1542, une grande insurrection, appelée guerre de Mixtón (es) (région de Jalisco) est réprimée. 
Le 25 mars 1544, Mendoza promulgue en Nouvelle-Espagne les Leyes Nuevas (« Lois nouvelles ») de Charles Quint, inspirées par Bartolomé de las Casas, dans le but d'atténuer le poids pour les Indiens du travail forcé. Mendoza n'a cependant ni les moyens ni la volonté de faire appliquer ces lois[réf. nécessaire], compte tenu de l'opposition des tenants du système de l'encomienda. Lorsqu'arrive à Mexico la nouvelle qu'une guerre civile a éclaté au Pérou à la suite de cette réforme, il fait suspendre l'application des Leyes Nuevas.
Mendoza a pourtant de la sympathie pour les Indiens et tente d'améliorer leur sort par d'autres voies. En 1547, il convoque une conférence ecclésiastique pour traiter de la condition des Indiens, à laquelle assiste las Casas. Il fixe un nombre maximum d'heures pendant lesquelles ils peuvent être employés dans les mines, ordonne que soit payé un salaire aux Indiens libres et protège les terres indiennes de l'appropriation par les Espagnols.
En 1548, il mate l'insurrection des Zapotèques. 

#### Le départ de Nouvelle-Espagne
Le 4 juillet 1549, à Bruxelles, Charles Quint propose à Mendoza de rester vice-roi de Nouvelle-Espagne ou de devenir vice-roi du Pérou ; il choisit le Pérou.
Luis de Velasco lui succède à la tête de la Nouvelle-Espagne le 25 novembre 1550.
Durant son mandat, Mendoza a consolidé la souveraineté de la Couronne sur les conquêtes en Nouvelle-Espagne, tout en limitant le pouvoir et les ambitions des premiers conquistadors. Vice-roi honnête et capable, il gouverne avec justice, efficacité et quelque compassion. Un grand nombre des règles politiques et économiques qu'il a établies dureront toute la période coloniale. Il a encouragé la construction d'hôpitaux et d'écoles, favorisé les améliorations en agriculture, élevage et exploitation minière. Il fit beaucoup pour amener paix et stabilité en Nouvelle-Espagne.[réf. nécessaire]

### Vice-roi du Pérou (1550-1552)
Il voyage par voie de terre de Mexico à Panama, puis sur mer jusqu'au Pérou. 
Il prend ses fonctions le 25 novembre 1550[pas clair]. 
Mais il tombe très vite malade et meurt en 1552. 
Il repose dans la cathédrale de Lima, ainsi que Francisco Pizarro. 

## Hommages
C'est en son honneur qu'un comté de Californie se nomme comté de Mendocino.

#### Ouvrage anciens
- Alexander Von Humboldt, Essai politique sur le royaume de la Nouvelle-Espagne, Paris, 1811
- (es) Francisco Bulnes, La guerra de Independencia, Mexico, 1910
- (es) Carlos María de Bustamante, Cuadro histórico de la Revolución mexicana, Mexico, INEHRM, 1843 (réimpr. 1985)
- (es) Guillermo Prieto, Memorias de mis tiempos, Editorial Pátria, 1828 (réimpr. 1906)

#### Ouvrages récents
- (es) Luis Garfias Magana, Guerrilleros de México : Personajes famosos y sus hazanas, desde la Independencia hasta le Revolución mexicana, Mexico, Panorama, 1980, 138 p.
- (es) Luis Pazos, Historia sinóptica de México : de los Olmecas a Salinas, Mexico, Diana, 1993, 165 p. (ISBN 978-968-13-2560-2, BNF 37498961)

- (es) Lucas Alamán, Historia de México desde los primeros movimientos que prepararon su independencia en 1808 hasta la época  presente, Mexico, Fondo de Cultura Económica, 1985
- (es) Carmen Blázquez Domínguez, Veracruz, una historia compartida, Mexico, Gobierno del Estado de Veracruz et Instituto Veracruzano de Cultura, 1988, 369 p. (ISBN 978-968-61-7360-4, BNF 40009536)
- Vicente Rivas Palacio (dir.), Julio Zárate, México a través de los siglos, vol. III : La guerra de independencia (1808 - 1821), Mexico, Cumbre, 1880 (réimpr. 1970)
- Vicente Rivas Palacio (coord.), Juan de Dios Arias, Enrique de Olavarría y Ferrari, México a través de los siglos, vol. IV : México independiente (1821 - 1855), Mexico, Cumbre, 1880 (réimpr. 1970)